# Red Cat Ramen
Red Cat Ramen (яп. ラーメン赤猫 Ра:мэн Ака Нэко, «Рамэнная рыжего кота») — японская манга, написанная и проиллюстрированная автором под псевдонимом Ангяман. Она начала выпускаться как независимый комикс, опубликованный в приложении и на веб-сайте Shōnen Jump+ в марте 2022 года. Премьера аниме-телесериала, выпущенного компанией E&H Production, состоялась в июле 2024 года.

## Синопсис
Red Cat Ramen — одноимённая рамэнная, основанная и управляемая компанией говорящих котов. Манга повествует о Тамако Ясиро, женщине, которая работает неполный рабочий день на кухне, а также о её повседневной жизни в компании коллег-котов: шеф-повара Бундзо, владельца и эксперта по финансам и бизнесу Сасаки; су-шеф-повара Сабу, менеджера по работе с клиентами Ханы и Кришны, тигрицы, отвечающей за приготовление рамэна.

## Персонажи
Бундзо (яп. 文蔵)
Сэйю: Кэндзиро Цуда
Сасаки (яп. 佐々木)
Сэйю: Нориаки Сугияма
Сабу (яп. サブ)
Сэйю: Митиё Мурасэ
Хана (яп. ハナ)
Сэйю: Риэ Кугимия
Кришна (яп. クリシュナ Курисюна)
Сэйю: Саори Хаями
Тамако Ясиро (яп. 社 珠子 Ясиро Тамако)
Сэйю: Куруми Орихара

## Медиа

### Манга
Манга Red Cat Ramen, написанная и проиллюстрированная Ангяман, первоначально публиковалась на сайте Jump Rookie издательства Shueisha с 26 ноября 2021 года по 20 февраля 2022 года. Позже она начала выпускаться в виде независимого комикса, опубликованного в приложении и на сайте Shōnen Jump+ того же издательства 14 марта 2022 года. Позже, с 2 октября 2022 года, Red Cat Ramen выпускалась как обычная манга. По состоянию на июль 2024 года главы собраны в восемь томов. Манга опубликована в цифровом виде на английском языке на платформе Manga Plus. Эта серия также издаётся во Франции издательством Kurokawa.

#### Список томов
| № | Дата выпуска         | ISBN              |
| - | -------------------- | ----------------- |
| 1 | 4 октября 2022 года  | 978-4-08-883279-1 |
| 2 | 4 декабря 2022 года  | 978-4-08-883398-9 |
| 3 | 3 февраля 2023 года  | 978-4-08-883402-3 |
| 4 | 2 июня 2023 года     | 978-4-08-883619-5 |
| 5 | 4 сентября 2023 года | 978-4-08-883713-0 |
| 6 | 4 декабря 2023 года  | 978-4-08-883811-3 |
| 7 | 4 марта 2024 года    | 978-4-08-883859-5 |
| 8 | 4 июля 2024 года     | 978-4-08-884056-7 |

### Аниме
Аниме-адаптация была анонсирована в ноябре 2023 года. Позже на Jump Festa 2024 подтвердили, что это будет телесериал производства Good Smile Company и E&H Production. Режиссёр аниме — Хисатоси Симидзу, при этом Тору Кубо курировал сценарий, Митинори Тиба разрабатывал дизайн персонажей, а Хиротака Мацуока сочинял музыку. Премьера сериала состоялась 4 июля 2024 года на телеканале TBS и его филиалах. Аниме было лицензировано для трансляции за рубежом Crunchyroll. Medialink лицензировала аниме для трансляции в Юго-Восточной Азии и Океании (за исключением Австралии, Новой Зеландии и Вьетнама) на YouTube-канале Ani-One Asia.

#### Список серий
| № | Название                                                                                                | Режиссёр                        | Сценарист        | Режиссер анимации                                      | Дата премьеры   |
| - | --- | ------------------------------- | ---------------- | ------------------------------------------------------ | --------------- |
| 1 | Аренда за закрытыми дверями (яп. ⾮公開求⼈ Хико:кай кю:дзин)                                           | Хисатоси Симидзу                | Хисатоси Симидзу | Митинори Тиба, Масатака Акаи                           | 4 июля 2024 г.  |
| 1 | Чёрный кот-атлет (яп. 黒猫アスレチック Куронэко асурэтикку)                                             | Хисатоси Симидзу                | Хисатоси Симидзу | Юмико Хара, Мияко Нисида, Дзёдзи Янасэ                 | 4 июля 2024 г.  |
| 2 | Профессионализм Ханы (яп. ハナちゃんのプロ意識 Хана-тян но пуро исики)                                  | Коки Аосима                     | Коки Аосима      | Сиори Хосака, Минь Хуэй                                | 11 июля 2024 г. |
| 2 | Тигр в рамэнной (яп. 製麺室の虎 Сэймэнсицу но тора)                                                     | Коки Аосима                     | Хисатоси Симидзу | Адзума Тодзава                                         | 11 июля 2024 г. |
| 3 | Неплохо (яп. いいじゃん Ий дзян)                                                                        | Тиэ Нисидзава                   | Тиэ Нисидзава    | Тиэ Нисидзава                                          | 18 июля 2024    |
| 3 | Обслуживание клиентов превыше всего (яп. 接客⼀番 Сэккяку итибан)                                       | Масатака Акаи                   | Хисатоси Симидзу | Масатака Акаи                                          | 18 июля 2024    |
| 3 | Инженер в маске (яп. マスクドエンジニア Масукудо эндзиниа)                                              | Такаюки Сано                    | Хисатоси Симидзу | Такаюки Сано                                           | 18 июля 2024    |
| 4 | Пушистый тигр (яп. ふんわりタイガー Фунвари таига:)                                                     | Хисатоси Симидзу, Тиэ Нисидзава | Хисатоси Симидзу | Тиэ Нисидзава                                          | 26 июля 2024    |
| 4 | Лапша от тигра (яп. ⻁打麺 Тайга: дамэн)                                                                | Хисатоси Симидзу, Тиэ Нисидзава | Хисатоси Симидзу | Такаюки Сано                                           | 26 июля 2024    |
| 4 | Ночной кот (яп. 夜更かし猫 Ёфукаси нэко)                                                                | Хисатоси Симидзу, Тиэ Нисидзава | Хисатоси Симидзу | Марико Такэда, Минь Хуэй, Цутому Оно                   | 26 июля 2024    |
| 4 | Немного до этого... (яп. ちょっと前のお話 Тётто маэ но оханаси)                                         | Хисатоси Симидзу, Тиэ Нисидзава | Хисатоси Симидзу | То Накадзаки                                           | 26 июля 2024    |
| 5 | Расчёсывание заставляет кота заговорить (яп. ブラシは猫を饒⾆にする Бураси ва нэко о дзё:дзэцу ни суру) | Коки Аосима                     | Коки Аосима      | Тоёхиро Окада, Сиори Хосака                            | 2 августа 2024  |
| 5 | Спокойный начальник (яп. 先輩⾵は凪 Сэмпай кадзэ ва наги)                                               | Коки Аосима                     | Коки Аосима      | То Накадзаки                                           | 2 августа 2024  |
| 5 | Так держать! (яп. やるじゃぁ〜ん Яру дзяа~н)                                                            | Коки Аосима                     | Хисатоси Симидзу | Махо Такахаси, Такаюки Сано                            | 2 августа 2024  |
| 6 | Заинтригованный (яп. 気になる Ки ни нару)                                                               | Аюму Оно                        | Хисатоси Симидзу | Митинори Тиба                                          | 9 августа 2024  |
| 6 | Хочу знать (яп. 気になっちゃう Ки на наттяу)                                                            | Аюму Оно                        | Коки Аосима      | Махо Такахаси, Кадзуя Сайто                            | 9 августа 2024  |
| 6 | Смешать воедино (яп. なじみなじむ Надзими надзиму)                                                      | Аюму Оно                        | Ян Ле Галь       | Дзёдзи Янасэ, Момо Амаи                                | 9 августа 2024  |
| 7 | Старый друг демон (яп. 旧知の鬼 Кю:ти но они)                                                           | Саки Фудзисиро                  | Тиэ Нисидзава    | Хан Минги, Махо Такахаси                               | 15 августа 2024 |
| 7 | Сегодняшнее отражение в зеркале (яп. 今日の鏡像 Кё: но кагамидзо:)                                      | Саки Фудзисиро                  | Тиэ Нисидзава    | То Накадзаки                                           | 15 августа 2024 |
| 7 | Амбиции и зверь (яп. 野望と獣 Ябо: то сиси)                                                             | Саки Фудзисиро                  | Хисатоси Симидзу | Хэджун Чо, Сун Сынтхэк, Джон Ынхи, Илай Пак, Хан Сунхи | 15 августа 2024 |
| 8 | Открыты для посетителей всех возрастов (яп. お客様に年齢制限なし Окяку-сама ни нэнрэй сэйгэн наси)      | Тиэ Нисидзава                   | Тиэ Нисидзава    | Тиэ Нисидзава                                          | 22 августа 2024 |
| 8 | Высококлассное расчёсывание (яп. 高評価ブラッシング Ко:хё:ка бурассингу)                                | Тиэ Нисидзава                   | Хисатоси Симидзу | Сиори Хосака, Тоёхиро Окада                            | 22 августа 2024 |
| 8 | Помешанный на рамэне (яп. ラーメンバカ Ра:мэн бака)                                                     | Тиэ Нисидзава                   | Хисатоси Симидзу | То Накадзаки, Момо Амаи                                | 22 августа 2024 |

### Игра
1 июля 2024 года была анонсирована лицензионная игра Ramen Akaneko: A Lovely In-Store Announcement (яп. ラーメン赤猫 ～ニャンて素敵なラーメン店～ Ра:мэн ака нэко ～нянтэ сутэки на ра:мэнтэн～) для Android и iOS.

### Радио-шоу
7 июня 2024 года на YouTube-канале Good Smile Company началась трансляция радио-шоу Ramen Akaneko: A Lovely In-Store Announcement (яп. ラーメン赤猫 ニャンて素敵な店内放送 Ра:мэн ака нэко нянтэ сутэки на тэннай хо:со:). Куруми Орихара, которая озвучивает Тамако Ясиро в аниме, выступает в роли ведущей.

## Награды
Сериал был номинирован на 8-ю премию Next Manga Award в 2022 году в категории «Веб-манга» и занял пятое место. Он занял пятнадцатое место в списке комиксов, рекомендованных сотрудниками общенационального книжного магазина в 2023 году. Также аниме заняло девятнадцатое место в справочнике Kono Manga ga Sugoi! в списке лучшей манги для мужской аудитории 2024 года.

## Комментарии
1. 1 2 3  Информация взята из финальных титров каждого эпизода.